# 三好達治
三好 達治（みよし たつじ、1900年（明治33年）8月23日 - 1964年（昭和39年）4月5日）は、日本の詩人、翻訳家、文芸評論家。室生犀星や萩原朔太郎など先達詩人からの影響を出立点とし、フランス近代詩と東洋の伝統詩の手法をそれぞれに取り入れ、現代詩における叙情性を知的かつ純粋に表現し独自の世界を開いた。大阪府大阪市出身。日本芸術院会員。
大阪市西区で印刷業を営む家に、10人兄弟の長男として生まれた。幼少期より病弱で、読書に没頭。中学時代、句誌「ホトトギス」を愛読し、句作に没頭した。父の意向で陸軍士官学校に進んだが、脱走して放校となった。旧制三高から東大仏文科へ進んだ。三高時代から詩作を始め、梶井基次郎らと知己を得、のちに同人誌「青空」にも参加した。
詩誌「詩と詩論」「詩・現実」創刊を経て、第1詩集『測量船』(1930年)を刊行。1934年、詩誌「四季」を堀辰雄らと創刊、四季派と呼ばれる新詩人のグループを形成した。『南窗集』(1932年)、『閒花集』(1934年)などでは、自然な感情を4行の平易なことばでうたったが、『艸千里』(1939年)以後は文語の韻律による古典的詩境をつくりあげた。戦後の『駱駝の瘤にまたがって』(1952年)は、その詩業の到達点ともいえる。
詩のほかに、鑑賞文や随想集なども執筆した。1964年に急逝したが、三好達治を明治・大正・昭和3代の第1の詩宗という人もいる。

## 経歴
1900年、大阪市西区西横堀町に父政吉・母タツの長男として生まれる。家業は印刷業を営んでいたがしだいに没落し、市内で転居を繰り返した。小学生の頃から病弱で神経衰弱に苦しみ学校は欠席がちであったが、図書館に通い高山樗牛、夏目漱石、徳冨蘆花などを耽読した。1914年、大阪府立市岡中学に入学。俳句に没頭したほか、雑誌『ホトトギス』を購読した。しかし学費が続かず、2年で中退。
1915年、学費が高く入学難関校だった大阪陸軍地方幼年学校に入校。後に二・二六事件の首謀者として死刑（銃殺）となる西田税と出会い、同志であり親友となる。陸軍中央幼年学校本科を経て1920年（大正9年）に陸軍士官学校に入校するも、翌年に北海道までに及ぶ大脱走をし退校処分となった。脱走の理由には諸説ある。このころ家業が破産、父親は失踪し、以後は大学卒業までの学資は叔母の藤井氏が請け負った。
1922年（大正11年）、第三高等学校（現・京都大学総合人間学部）文科丙類（フランス語必修）に入学。同級の丸山薫、吉村正一郎、貝塚茂樹、桑原武夫らと知り合い、丸山の影響で詩作を始める。また、ニーチェやツルゲーネフを耽読する。剣道部に所属し、三段まで上がる。
1923年、萩原朔太郎の詩集『月に吠える』に魅了される。同年に刊行された『青猫』『蝶を夢む』にも心酔する。
1925年、第三高等学校卒業後、東京帝国大学文学部仏文科に入学。同じ三高から同学部に進んだ淀野隆三から梶井基次郎（文学部英文科）を紹介され、梶井と中谷孝雄、外村茂の創刊した同人誌『青空』に16号から参加、百田宗治らの激賞を受ける。それから百田の同人『椎の木』に推されて丸山と共に作品寄稿し、そこで阪本越郎や伊藤整と面識を持つ。
1927年7月、梶井基次郎が転地療養していた伊豆湯ヶ島へ赴き梶井を見舞う。そこで川端康成、尾崎士郎、宇野千代、広津和郎、そして萩原朔太郎と知り合う。10月まで続いた湯ヶ島での作家間交流はさまざまなエピソードを生み、滞在していた作家たちや彼らの評伝など多くの著作物に書き残されることとなる。偶然湯本館を訪れていた広津和郎のギ・ド・モーパッサン「女の一生」の翻訳に力を貸した。
10月、朔太郎の住む東京の馬込文士村の地に下宿し、詩誌『詩と詩論』創刊に携わる。この頃、朔太郎の妹アイに会う。達治はアイに一目惚れし求婚するが、達治は27歳で東大仏文科を卒業したばかりの貧乏書生で、文士を生活無能力者とみなしていたアイの母の大反対にあう。
1928年、朔太郎が『月に吠える』を再刊した版元のアルスに、朔太郎の口利きで就職をした達治はアイと婚約するが、ほどなく会社が解散したことにより職を失い、婚約も破談となる。絶望した達治は、シャルル・ボードレールの散文詩『巴里の憂鬱』全訳や、ファーブルの『昆虫記』の翻訳を始める。ここからの約10年間の翻訳は、2万枚に及んだ。
1930年、第一詩集『測量船』を刊行。叙情的な作風で人気を博す。
1932年2月、喀血する。3月24日、盟友の梶井基次郎が死去。追悼詩『友を喪う』を『文藝春秋』5月号で発表。入院を機に、フランシス・ジャムや漢詩の手法を導入する。6月に退院。8月、第二詩集『南窗集』を刊行。
1934年1月、佐藤智恵子（佐藤春夫の姪）と結婚。岸田國士が媒酌人を務めた。同年12月、長男が誕生。1937年6月、長女が誕生。（詳細は#佐藤智恵子との結婚生活を参照のこと）
太平洋戦争（大東亜戦争）が始まると達治は日本の勝利や日本の国家国民を賞賛称揚する「戦争詩」を複数制作し、『捷報いたる』『寒柝』『干戈永言』といった詩集にまとめて発表。日本文学報国会から委嘱されて「決戦の秋は来れり」の作詞も手がける。
1942年、アイが再々婚した作詞家・佐藤惣之助が死去。それに伴い、1943年に達治は智恵子と離婚。1944年より福井県三国町（現・坂井市）でアイと暮らす。しかし翌1945年2月、アイが同棲開始から10ヶ月で東京へ逃げ帰り、別離する。（詳細は#達治と萩原アイと『天上の花』を参照のこと）
1949年2月、福井三国町より東京都世田谷区へ転居。
1953年 （昭和28年）に芸術院賞（『駱駝の瘤にまたがつて』、創元社）、1963年（昭和38年）に読売文学賞（『定本三好達治全詩集』、筑摩書房）を受賞。
1964年（昭和39年）、心筋梗塞に鬱血性肺炎を併発し、田園調布中央病院分院で死去。戒名は法治院平安日達居士。弟の三好龍紳が住職を務めた大阪府高槻市の本澄寺に埋葬された。没後ほどなく、『三好達治全集』（全12巻、筑摩書房）の刊行が開始。
1964年、亡くなる5日前に書かれ絶筆となった詩「春の落葉」が雑誌『小説新潮』6月号で絶筆作として発表される。
1976年、十三回忌を記念し、本澄寺の境内の一角に遺族の手により三好達治記念館が建てられる。
2019年、福井県ふるさと文学館の学芸員が都内の達治の親族宅を訪ねた際に絶筆「春の落葉」の直筆原稿が見つかる。2020年、福井県が譲り受け、生誕120年に合わせ同文学館で展示される。

## 評価
- 宇野千代は、他人から見える達治については「いつでも正気で端然としていて、節度を守っているよう」、達治の内面については「それと反対で、いつでも狂気で、節度を外し、惑溺するに任せていたのではないだろうか」とし、「その両面が、あの三好さんの高揚した詩になる」と分析した[16]。
- 中野孝次は達治を「俗にたいするはげしい嫌悪がある」が「それでいて決して世捨て人にならず」とし、「俗の中にいながら俗に泥（なず）まず心を碧落の高みに遊ばせることができるのが文人であろうけれど、三好達治は近代の詩人中最もそういう境地に遊ぶことのできた人であった」と評した[17]。
- 桑原武夫は戦後「三好達治君への手紙」という文章で、「自由をもたぬ日本人が戦争を歌ふとすれば、戦争は天変地異にほかならぬわけであり、自然詩となるのは当然である。（中略）したがつて君のみならず日本の詩人は、ヴィクトール・ユゴーのやうに、またアラゴンのやうに（「世界評論」にのつた嘉納君の断片訳をみたのみだが）戦争の内へ入つて、その悲惨と残忍を描きつゝ、なほかつそれらがより高きものの実現のためには不可避だとし、つまりその戦ひをよしとしてこれを歌ふことはできなかつた。」と評した[13]。
- 石原八束は「開戦当初の捷報がこの知識人一般をも狂わせたのである。達治の詩業にとってもこの詩集がその汚点となり無限の悔恨となったことは云うをまつまい」と指摘するとともに、軍隊経験のある達治が「国のために命を捧げている軍人」に対して「できるだけのことはしなければいけない、ということだったのではないでしょうか」と述べている[13]。だが、達治の「戦争詩」の一連は決して戦争への賛美ではない。「おんたまを故山に迎う」をはじめとする彼の詩を精読すれば、彼が国家主義者ではなく、亡くなった兵士ら一人ひとりへの敬意と追悼をうたう詩人であることは明らかだ。[独自研究?]

## 私生活

### 佐藤智恵子との結婚生活
- 桑原武夫は著書の中で、自身がフランス留学をしていた1937年からの2年間のうちに恐らく佐藤春夫と達治の関係が悪くなり、智恵子ともうまくいかなくなったとしている。そしてその頃の結婚生活について、「ある日、三好が縁側にすわって青空の白雲をながめている。すると奥さんが、もう月末はそこですよ、そんなにぼんやりしていないで、なにか書いたらどう、と言う。瞬間、三好の拳が智恵子さんの頭上にとぶのである」と記している[18]。
- 戦時中、長女の松子が達治の大声で目を覚ますと、灯火管制のため暗く灯された電燈の下で智恵子が叱られており、達治は「今夜は寝ないでよく考えてみなさい」と怒鳴っていた。それ以来松子の中で、達治は「こわい人」という印象が焼き付いてしまったという。松子の記憶にあるのはこの一回きりだったが、隣人の「おばさん」によると智恵子はよく怒鳴られていたとのことで、その理由を松子は「短気な父のわがままからのようであった」と振り返っている[19]。

### 達治と萩原アイと『天上の花』
- 萩原アイとの最初の出会いは1927年、達治27歳。翌年に婚約するも破棄となり、アイは佐藤惣之助と結婚。1934年に達治は佐藤智恵子と結婚し二児をもうけた。1942年に惣之助が死去したことにより達治は再びアイへ交際を求め、1944年5月18日に智恵子と協議離婚[20]。二児は智恵子が引き取った。同月30日よりアイと三国町で同棲を始めるが、翌年2月にはアイが逃げ出す形で別離した。結婚としての届出を行った記録は確認できず、岩波文庫の略年表には「同棲」と記されている[12]。
- 佐藤智恵子との協議離婚の際、達治に懇願された吉村正一郎と桑原武夫が法的な証人となった。しかしその直後に達治がアイと同棲を始めたことを、この二人は長い間知らなかった[12]。
- 達治の死後、アイとの同棲生活を題材にして、アイの姪（朔太郎の娘）の萩原葉子が小説『天上の花』（新潮社、1966年6月）を発表した。同書において、達治がアイ（作品内では「慶子」）を日常的に怒鳴ったり引っ叩いたり、時に流血し顔が腫れ上がるほど激しく殴打するなどのDVを行う描写がある。萩原は同書のあとがきで「フィクションである」「福井での生活は知るべくもない」とする一方で「叔母から話は聞いていた」「嘘や良い加減は三好さんの何より嫌っていたこと」「細部のデータはよく確かめた上で慎重にしたつもりである」とも記している。また、達治の門下生で終戦後に三国町に移住した則武三雄の著作物や、同じく門下生で達治とアイの生活の世話をし、後に『三好達治』[21]や『詩人三好達治―越前三国のころ』[22]を著した畠中哲夫の日記と話が大きな構想となったことも明かしている[23]。
- 桑原武夫は、アイが惣之助と結婚して以降「三好のはげしい思慕の対象であったが、」惣之助が死去したことで「三好はこの宿命的な恋にいわば突撃したようにみえる」とし、「その外的経過のおおよそは、萩原葉子の小説『天上の花』に、おそらくいささかの誇張をこめて描かれたとおりと思われる。その事実のせんさくの必要はないだろう。」と結論付けた上で、『花筐』がアイに捧げられた詩であったという石原八束の説を支持し、「それに人びとは気づかなかった。それほど三好の詩は抑制がきいている。あるいはエステティック・ディスタンスが保たれている。」と評価している[24]。
- アイが達治に従って三国町へ行ったのは、アイが相続できるのは家一軒のみとした裏切りのような惣之助の遺言に対するショックと、戦争の激化による食料の欠乏から、頼れるのは達治だけと考えたからであると『天上の花』文庫収録の作家案内（木谷喜美枝 著）では記載されている[25]。
- 朔太郎には妹が4人いて、郷土前橋では聞こえた美人だった。朔太郎より18歳下の末の妹・アイは、姉たちとは違って華やかなタイプの美女だがわがままで、23歳で2度の離婚を経験し、朔太郎夫婦の元で暮らしていた[10]。

### 戦後の生活
- 「東京都世田谷区代田一ノ三－三岩沢方に移り、終生そこを離れなかった」[26]。 （番地は旧番地）
- 世田谷区の自宅に萩原葉子が来訪し再会する。以降、萩原家に迫害されていた葉子に印税の半分がわたるように達治が奔走したというエピソードが『天上の花』及び『閉ざされた庭』（新潮社、1984年2月）に記されている。

## 作詞
- 三国町に居住した縁からのちに「福井県民歌」や福井県立大野高等学校校歌、福井県立三国高等学校校歌の作詞に関わった。この他、東京工業大学学歌、神奈川県立横須賀高等学校校歌、静岡県立浜名高等学校校歌、仙北市立角館中学校校歌、大和紡社歌等多数の歌の作詞に関わった。
- 達治が作詞した歌はほとんどが諸井三郎によって作曲されたものである。

## 人物
- 陸軍幼年学校および士官学校に在籍した経歴もあり剣道に長け、三島由紀夫は「文壇最強」と称したという。
- 佐藤春夫とは仲が悪く、三好が佐藤の家の前で「バカヤロウ」と怒鳴り走り去るとすぐさま佐藤も三好の家の前へ行き「バカヤロウ」と怒鳴り返したとのエピソードも伝わる。ただお互い詩の才能は認めていた。
- 中谷孝雄は佐藤の弟子で三好達治の友人だったことから喧嘩の板挟みにされていた。佐藤が中谷に三好のことを聞いた時、佐藤が「自分のところには菊を寄越したよ。」と言ったエピソードがある。この言葉は当時流行っていた太平洋行進曲の歌詞とかけた洒落で仲直りをしたわけではない。

## 主な著書
十数冊の詩集の他に、詩歌の手引書として『詩を読む人のために』、随筆集『路傍の花』『月の十日』などがある。また中国文学者の吉川幸次郎共著『新唐詩選』（岩波新書 青版、初版1952年、後編を担当）は半世紀を越え、絶えず重版されている。
※「詩集」は、岩波文庫・新潮文庫・ハルキ文庫・新書版の思潮社「現代詩文庫」で刊行。

### 詩集
- 『測量船』（第一書房、1930年） のち講談社文芸文庫
- 『南窗集』（椎の木社、1932年）
- 『閒花集』（四季社、1934年）
- 『山果集』（四季社、1935年）
- 『大阿蘇』（1937年）
- 『霾』（合本詩集『春の岬』（創元社、1939年）所収）
- 『艸千里』（四季社、1939年）
- 『一點鐘』（創元社、1941年）
- 『捷報いたる』（スタイル社、1942年）
- 『覇旅十歳』（臼井書房、1942年）
- 『寒柝』（大阪創元社、1943年）
- 『朝菜集』（青磁社、1943年）
- 『花筐』（青磁社、1944年）
- 『干戈永言』（青磁社、1945年）
- 『春の旅人』（三好達治詩集頒布の会、1945年）
- 『故郷の花』（大阪創元社、1946年）
- 『砂の砦』（臼井書房、1946年）
- 『日光月光集』（高桐書院、1947年）
- 『駱駝の瘤にまたがつて』（創元社、1952年）
- 『定本 三好達治全詩集』（筑摩書房、1962年）（『捷報いたる』は削除）

歌集
- 『日まはり』（椎の木社、1934年）

随筆
- 『夜沈々』（白水社、1938年）
- 『風蕭々』（河出書房、1941年）
- 『屋上の鶏』（文体社、1943年）
- 『灯下言』（高桐書院、1947年）
- 『卓上の花』（創元社、1952年）
- 『路傍の秋』（筑摩書房、1958年）
- 『草上記』（新潮社、1963年）
- 『月の十日』（新潮社、1964年）、講談社文芸文庫、2003年
- 『三好達治随筆集』（岩波文庫、1990年） 中野孝次編

詩歌論
- 『諷詠十二月』（新潮社、1942年） のち新潮文庫・講談社学術文庫・講談社文芸文庫
- 『詩を読む人のために』（至文堂、1952年）、岩波文庫、1991年（解説杉本秀太郎）
- 『俳句鑑賞』（筑摩書房、1955年）
- 『萩原朔太郎』（筑摩書房、1963年）、講談社文芸文庫、2006年

## 伝記ほか
- 石原八束 『駱駝の瘤にまたがって 三好達治伝』（新潮社 1987年）
- 桑原武夫 『詩人の手紙 三好達治の友情』（筑摩書房 1982年）
- 『暮春記／魂の遍歴』 杉山平一編解説（作家の自伝95 日本図書センター）

## 派生関連作品
- 清家雪子『月に吠えらんねえ』月刊アフタヌーン 2013年～2019年 - 三好達治の作品から受けた印象をキャラクター化したミヨシくんという人物が主要人物として登場する
- 『天上の花』- 2022年公開の映画、原作は萩原葉子『天上の花　三好達治抄』、三好役は東出昌大、萩原朔太郎は吹越満、その妹アイ役（作品では萩原慶子名）は入山法子が演じる